# Pregny-Chambésy
Pregny-Chambésy (do roku 1952 oficiálně Pregny) je obec na jihozápadě Švýcarska, v kantonu Ženeva. Žije zde přibližně 3 900 obyvatel.

## Geografie
Obec se nachází v těsném sousedství na sever od Ženevy, se kterou urbanisticky zcela splývá. Má také podíl na břehu Ženevského jezera. Sousedními obcemi jsou Ženeva, Le Grand-Saconnex a Bellevue.

## Historie

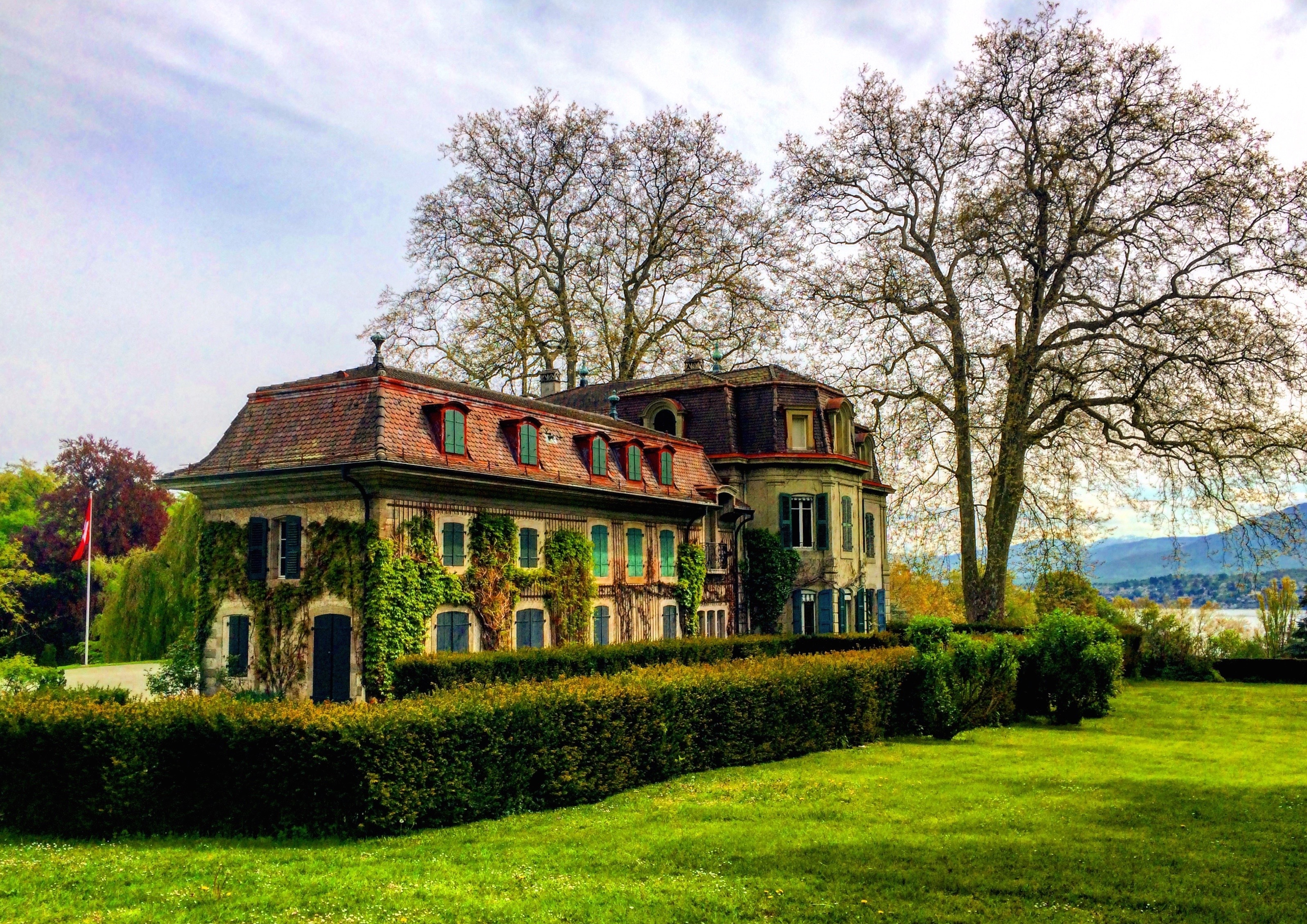
Zámek Le Château de Penthes

Obec je osídlena již od neolitu. Pregny bylo lénem pánů z Gexu, desátky vlastnila kapitula Saint-Pierre ze Ženevy. Stejně, jako oblasti Pays de Gex, i Pregny několikrát změnilo majitele. Od roku 1353 patřilo pod Savojsko. V roce 1536 jej získali Bernští, kteří jej v roce 1567 vrátili Savojsku. V roce 1590 získala obec Ženeva, pod její správou zůstala až do roku 1601 a poté přešla pod Francii. V roce 1815 byla přidělena kantonu Ženeva. Od roku 1816 je samostatnou politickou obcí.
Kostel Saint-Pétronille je připomínán od roku 1481. V roce 1536 se obec připojila k reformaci, ale v roce 1685 se vrátila ke katolické víře. Současný farní kostel byl postaven v letech 1862–63. Pregny patřilo k obcím, v nichž byl Kulturkampf obzvláště tvrdý a jejichž obecní úřady byly sesazeny. Reformovaná kaple v Chambésy, postavená v roce 1901, patří k farnosti Le Grand-Saconnex. Obec byla dříve charakteristická zemědělstvím, postupem času se však změnila v rezidenční obec, v níž terciární sektor v roce 2005 představoval 89 % pracovních míst.

## Obyvatelstvo
| Rok            | 1850 | 1900 | 1947 | 1950 | 1990 | 2000 | 2010 | 2012 | 2013 | 2014 | 2016 | 2017 |
| Počet obyvatel | 463  | 651  | 942  | 1093 | 2463 | 3009 | 3651 | 3530 | 3563 | 3594 | 3794 | 3937 |

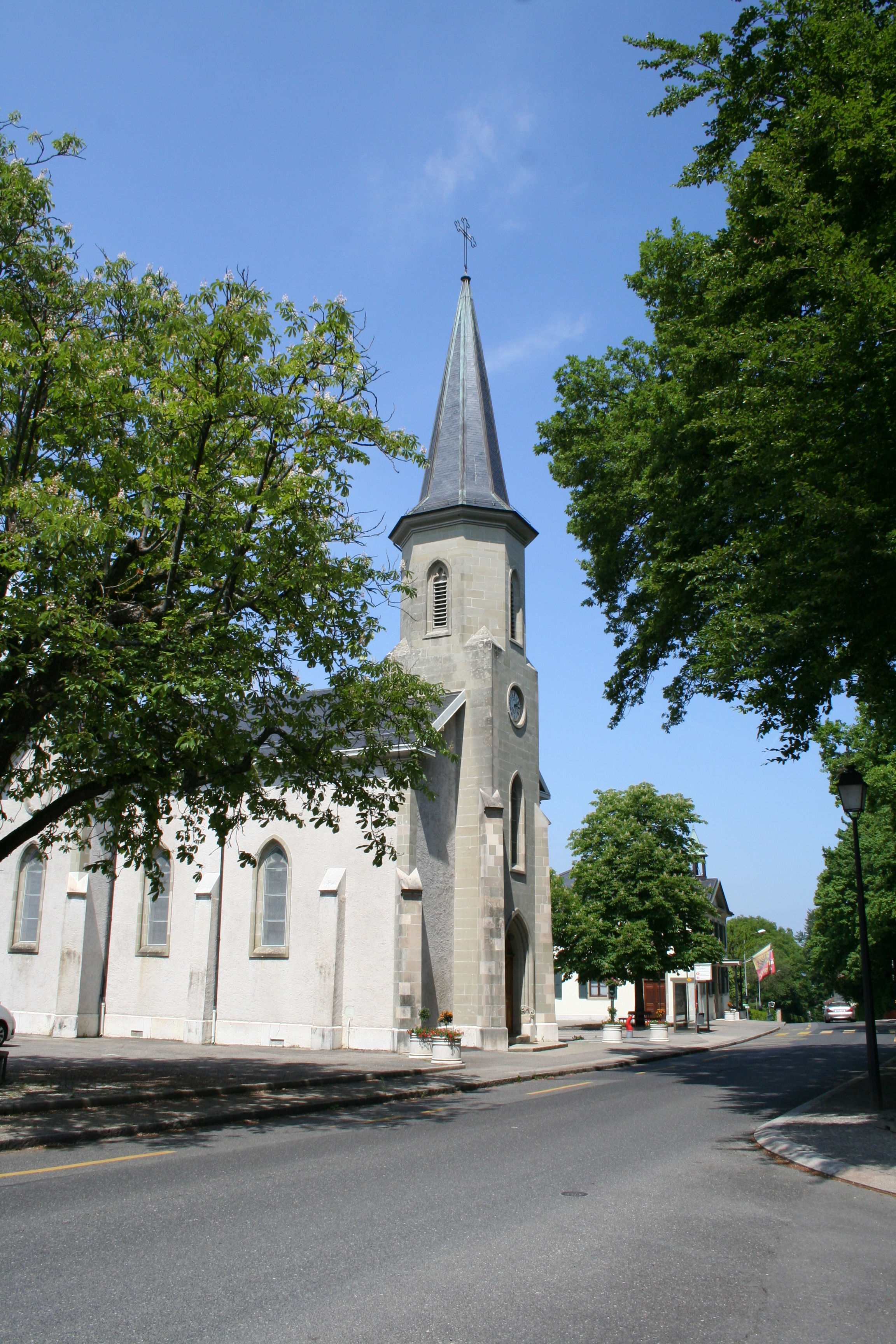
Katolický kostel

Většina obyvatel (k roku 2000) hovoří francouzsky (2081, tj. 69,2 %), druhým nejčastějším jazykem je angličtina (377, tj. 12,5 %) a třetím němčina (158, tj. 5,3 %). 

## Pamětihodnosti
Pravoslavné centrum ekumenického patriarchátu, založené v roce 1966, sdružuje několik ústředních orgánů pravoslavné církve. V obci se nacházejí honosná panství jako Château Rothschild (1858–60), Le Reposoir (1755) a La Fenêtre (1820–22), v některých z nich sídlí stálé mise při OSN (Les Ormeaux, 1835–36). Ve venkovském sídle Château de Penthes z 18. století, které nahradilo opevněný dům ze 14. století, sídlí od roku 1972 Muzeum Švýcarů v zahraničí; přilehlá budova je od roku 1984 věnována generálu Guillaume-Henri Dufourovi. Bývalý Pensionat Thudicum a později hotel Carlton je od roku 1946 sídlem Mezinárodního červeného kříže.

## Doprava
Obec je napojena na síť městské hromadné dopravy v Ženevě autobusovými linkami. V Chambésy se nachází železniční zastávka na trati Lausanne–Ženeva, obsluhovaná v pravidelném intervalu regionálními vlaky.